# Arkitektfirmaet C. F. Møller
C. F. Møller Architects, tidligere C. F. Møllers Tegnestue, er en af Skandinaviens ældste og største arkitektvirksomheder og blev grundlagt i 1924 af C.F. Møller i København. Øvrige tegnestuer findes også i Aarhus, hvor hovedkontoret ligger, Aalborg, Oslo, Stockholm, Malmø og Berlin.
Virksomheden har igennem mange år haft adskillige opgaver og projekter både i Danmark og udlandet. Et af deres seneste store projekter er Akershus Universitetssygehus i Oslo, der blev påbegyndt i 2004.
Af andre internationale opgaver kan nævnes Alviks Tårn i Stockholm, Darwin Centre i London, Swedbank Stadion i Malmø, Globen i Stockholm, A.P. Møller Skolen i Slesvig og Universitetshospitalet i Reykjavik.
Deres mangeårige erfaring indenfor sygehusbyggeri, har desuden gjort deres forslag til Det Nye Universitetshospital i Aarhus til vinderprojektet i en international konkurrence fra 2007.
Indehavere:
- Mads Mandrup
- Klaus Toustrup
- Julian Weyer
- Lone Bendorff
- Mårten Leringe
- Michael Kruse
- Franz Christian Augustenborg Ødum
- Thue Borgen Hasløv
- Rune Bjerno Nielsen
- Jonas Totf Lehmann
- Maibritt Dammann
- Ola Jonsson

## Byggerier
- 1933 Aarhus Universitet[1]
- 1934 Århus Kommunehospital
- 1952-53 Garageanlæg for Århus sporveje , Gustav Holms Vej 30, DK-8200, Århus N[2][3]
- 1955 Århus Stadion
- 1959 Møllevangskirken, Aarhus
- 1966 Herning Kunstmuseum
- 1968 Pindstrup Kirke, Djursland
- 1975 Kolding Sygehus
- 1976 Ravnsbjergkirken, Aarhus
- 1976 Carl-Henning Pedersen og Else Alfelts Museum, Herning
- 1977 Centralinstitutionen Sølund, Skanderborg
- 1978 Vejle Amtsgård
- 1980 Det Danske Hedeselskab, Viborg
- 1981 Danmarks Radio, Aarhus
- 1982 Skejby Sygehus
- 1987 Teko Center Danmark, Herning
- 1988 Codanhus, Herning
- 1988 Tulip, Vejle
- 1988 Køge Sygehus
- 1991 Rønbjerg Feriecenter
- 1998 Statens Museum for Kunst, København
- 1999 Technologie & Gründerzentrum Spreeknie, Berlin
- 2000 Nobelparken, Aarhus
- 2000 Teologisk Fakultet, Aarhus Universitet
- 2001 Mærsk Data Vibenhus, København
- 2001 Søauditoriet, Aarhus Universitet
- 2001 Fields, København
- 2003 Århus Kunstbygning, Aarhus
- 2003 Vendsyssel Kunstmuseum, Hjørring
- 2005 Vestfold Sygehus (no), Tønsberg
- 2006 Lille Vildmosecentret
- 2006 Nordlyset boliger, København
- 2006 Østerbrogade 105, Østerbrogade (København), København
- 2006 Skive Kraftvarmeværk, Skive
- 2006 Randers Stadion
- 2006 INCUBA Science Park, Aarhus
- 2007 Udvidelse af Musikhuset, Aarhus
- 2007 Hospice Djursland, Rønde
- 2007 Herning Gymnasium
- 2008 Camillo Eitzen Huset, København
- 2008 A. P. Møller Skolen, Slesvig
- 2009 Swedbank Stadion, Malmö
- 2009 Aalborg Havnefront
- 2009 Vitus Bering Innovation Park, Horsens
- 2010 Siloetten, boliger i kornsilo, Løgten
- 2009 Haukeland Universitetssygehus (no), laboratorier, Bergen
- 2009 Akershus Universitetssygehus (no), Oslo
- 2009 Darwin Centre Phase II, London
- 2010 Friis Citycenter, Aalborg
- 2012 Sogn og Fjordane Kunstmuseum (no) (nybygning), Førde
- 2014 Musikkens Hus-området, Aalborg
- 2014 Alviks Torn (sv), Stockholm
- 2015 Bestseller hovedkontor, Aarhus
- 2016 Värtaterminalen, færgeterminal, Stockholm
- 2017 Handelshuset Herningsholm .[4]
- 2017 Mærsk Tårnet, Københavns Universitet, København
- 2017 Copenhagen International School (en), København
- 2017 Zenhusene (sv), Stockholm
- 2018 Hjertet i Ikast, Ikast
- 2018 Valby Maskinfabrik (en): Montagehallen (transformation)
- 2018 Nya Tiundaskolan
- 2018 Biomedicum (sv), Karolinske Institutet, Stockholm
- 2019 Aarhus Universitetshospital, Aarhus
- 2019 Kajstaden Tall Timber Building, Västerås
- 2019 Højhuset The Point (sv), Malmø
- 2020 Carlsberg Hovedkontor, København
- 2020 Scheldezicht, boligtårn, Antwerpen
- 2021 Mascot International, domicil og logistikcenter, Pårup
- 2022 LEGO Campus, Billund
- 2022 Springfield University Hospital (en), London